# Estación de Povoação
La Estación Ferroviaria de Povoação es una plataforma desactivada de la Línea del Corgo, que servía a la localidad de Ermida, en el Distrito de Vila Real, en Portugal.

## Historia
Cuando fue elaborado el proyecto para el tramo entre Régua y Vila Real de la entonces denominada Línea del Valle del Corgo, una de las localidades a servir sería la de Povoação; este tramo fue inaugurado el 12 de mayo de 1906.
El tramo entre Vila Real y Régua fue desactivado para obras el 25 de marzo de 2009, siendo definitivamente cerrado por la Red Ferroviaria Nacional en julio de 2010.